# Novgorodsko-severské knížectví
Novgorodsko-severské knížectví (rusky Но́вгород-Се́верское княжество) bylo středověké ruské knížectví Severjanů s hlavním městem Novgorod-Severskij. Vzniklo v Kyjevské Rusi snad v roce 1139 (dle moderního odhadu) oddělením se od Černigovského knížectví, s nímž i poté udržovalo personální unii, a zaniklo roku 1240, kdy bylo po válkách s Mongoly obsazeno nejprve Brjanským knížectvím, a když začala moc Zlaté hordy uvadat, následovalo obsazení Litevským velkoknížectvím.